# Drance de Ferret
Pour les articles homonymes, voir Drance et Ferret.
La Drance de Ferret est un cours d'eau de Suisse. Son cours est situé dans le canton du Valais. La Drance de Ferret est un affluent de la Drance d'Entremont.

## Parcours
La Drance de Ferret prend sa source dans les Alpes au nord de la frontière entre l'Italie et la Suisse, à proximité du Grand Golliat. Elle arrose le val Ferret. Peu avant Orsières, elle conflue avec la Drance d'Entremont.